# Машина Олеся Миколаївна
Олеся Миколаївна Машина (нар. 8 жовтня 1987, Нововоронеж, Росія) — російська футболістка, півзахисниця команди «Росіянка» й жіночої збірної Росії.

## Кар'єра

### У клубі
Перший тренер — Сергій Томілін. Професійну кар'єру розпочала у білгородської «Вікторії», у 2005 році в складі реутовського «Пріаліта» дебютувала у чемпіонаті Росії. Пізніше грала за підмосковні «Хімки», ростовський СКА, «Рязань-ВДВ». 2011 рік провела в «Енергії» з Воронежа, а перед початком заключної частини сезону 2011/2012 була дозаявлена «Росіянкою».

### У збірної
У складі збірної Росії дебютувала у 2005 році в товариській зустрічі з Японією 26 травня 2005 року, яку росіянки програли 2:4. Разом з тим вирушила на чемпіонат Європи до Угорщини, де грали дівчата до 19 років. Відіграла всі п'ять матчів, заробила попередження в фіналі, але стала чемпіонкою Європи. Була включена до складу збірної на домашній чемпіонат світу серед дівчат до 20 років, але не зіграла жодного разу. Також грала на Універсіаді 2007 року в Бангкоку, де зі збірною дійшла до фіналу.

### Допінг-скандал
У січні 2018 року потрапила в число 11 підозрюваних у вживанні допінгу футболістів, які грали в Росії.